# Jenő Egerváry
Jenő Egerváry, também conhecido como Eugene Egerváry (16 de abril de 1891 — 30 de novembro de 1958) foi um matemático húngaro.